# Adrian C. Petre
Adrian C. Petre (n. 20 februarie 1928, Târgu Jiu, Gorj – d. 12 decembrie 2003, Cluj-Napoca) a fost un genetist zootehnist și profesor universitar român, recunoscut pentru contribuțiile sale în genetica animală și ameliorarea animalelor. A fondat primul laborator de genetică cantitativă animală din Cluj-Napoca (1965) și a publicat peste 100 de lucrări științifice, inclusiv tratatul „Genetica și ameliorarea animalelor” (cu Em. Negruțiu și N. Pipemea). A fost conferențiar la Universitatea Agronomică din Cluj-Napoca (1972–1990), membru titular al ASAS (1990) și secretar general al ASAS (1992–2001).

## Biografie
Copilărie și educație  
Adrian Petre s-a născut la 20 februarie 1928 în Târgu Jiu, județul Gorj, în familia funcționarului Constantin Petre și a Iulianei. A urmat școala primară și Liceul „Tudor Vladimirescu” din Târgu Jiu, absolvind în 1946. În același an, a fost admis la Facultatea de Agronomie din Cluj-Napoca, obținând diploma de inginer agronom în 1951, clasându-se printre primii din generația sa. În 1971, a obținut titlul de doctor cu teza „Varietatea genetică și heritabilitatea principalelor însușiri morfo-productive la populația de taurine din Transilvania”, sub îndrumarea profesorului Em. Negruțiu. 
Carieră profesională  
În 1951, a fost numit specialist agronom în Ministerul Agriculturii, lucrând la proiectarea asolamentelor. În 1954, a devenit cercetător la Filiala Cluj a Academiei Române, iar în 1955, asistent la Catedra de Zootehnie a Facultății de Agronomie din Cluj-Napoca. A avansat ca șef de lucrări (1969) și conferențiar (1972) la disciplina „Genetica animală”. Între 1957 și 1965, a fost director al Stațiunii Didactice Experimentale Mănăștur, dezvoltând sectorul zootehnic. A predat la Universitatea Agronomică București (1994–2001) și Universitatea „Valahia” Târgoviște (1998–2003). 

## Activitate științifică
Adrian Petre a publicat peste 100 de lucrări științifice, abordând genetica cantitativă, ameliorarea animalelor, genetica populațiilor și ereditatea patologică. A fondat primul laborator de genetică cantitativă animală din Cluj-Napoca (1965) și a coordonat 103 lucrări de cercetare, contribuind la programele naționale de ameliorare. 
Genetica cantitativă și laboratoare  
A înființat primul laborator de genetică cantitativă animală (1965) și alte două laboratoare interdisciplinare: „Citogenetică și polimorfism proteic” și „Genetica populațiilor și bonitare”. A publicat lucrări precum „Cercetări de genetică cantitativă la rasele Bălțată românească și Bruna de Maramureș” (1970) și „Determinarea polimorfismului proteic din sânge” (1972), stabilind indici de transmitere ereditară. 
Ameliorarea animalelor  
A dezvoltat metodologii de ameliorare, publicând „Parametrii planurilor de ameliorare la taurine Bălțată românească” (1976) și „Rezultate preliminare privind hibridarea taurinelor Blanc-Bleu-Belge” (1992). A creat trei linii genetice de taurine Simmenthal și cinci linii de suine Basna, contribuind la programele naționale de selecție. 
Genetica populațiilor  
A studiat structura genetică a populațiilor, publicând „Corelații fenotipice și genetice la taurine Bălțată românească” (1971) și „Variabilitatea genetică în populațiile de taurine și ovine din Transilvania” (1989). A analizat efectele migrației și selecției familiale asupra câștigului genetic. 
Ereditatea patologică și tehnologii de selecție  
A investigat ereditatea patologică, elaborând un program de profilaxie genetică pentru taurine. A introdus „Metoda testării în câmp” pentru producția de lapte și a dezvoltat nouă tehnologii de ameliorare, inclusiv programe de producere a taurilor consangvini (1963–1981). 

## Activitate didactică
Adrian Petre a predat genetica animală timp de 35 de ani (1955–1990) la Universitatea Agronomică din Cluj-Napoca, elaborând 4 cursuri, 2 manuale, 5 caiete de lucrări practice și 4 tratate, inclusiv „Genetica și ameliorarea animalelor” (1971) și „Genetica animală” (1981). A îndrumat 11 doctoranzi și a fost distins cu titlul „Conferențiar universitar evidențiat”. 

## Activitate managerială
Adrian Petre a ocupat funcții de conducere:
- Director al Stațiunii Didactice Experimentale Mănăștur (1957–1965).
- Membru al Senatului Institutului Agronomic Cluj (1971–1989).
- Secretar general al ASAS (1992–2001).
- Vicepreședinte al Secției de Zootehnie, ASAS (1991). [1]

## Lucrări
Adrian Petre a publicat peste 100 de lucrări științifice. Dintre lucrările reprezentative:
- „Caracteristicile morfologice și heritabilitatea ugerului la taurine Bălțată românească” (cu E. Negruțiu), Analele I.A. Cluj-Napoca, 1967/1968
- „Efecte ale migrației populațiilor în taurine B.R. din zona Mureș” (cu A. Trifa), Ameliorarea, tehnologia și patologia rumegătoarelor, 1968
- „Cercetări de genetică cantitativă la rasele Bălțată românească și Bruna de Maramureș” (cu E. Negruțiu), CIDAS, București, 1970
- „Genetica și ameliorarea animalelor” (cu E. Negruțiu, N. Pipemea), EDP, 1971
- „Corelații fenotipice și genetice la taurine Bălțată românească” (cu E. Negruțiu), Analele IAC, 1971
- „Heritabilitatea însușirilor morfoproductive la taurine Bălțată românească” (cu E. Negruțiu), Analele IAC, 1971
- „Valoarea genetică de ameliorare a reproducătorilor Bălțată românească” (cu E. Negruțiu), Analele IAC, 1971
- „Determinarea paternității prin testul sanguin la păsări” (cu G. Bălan, I. Suciu), Analele IAC, 1972
- „Fracțiuni proteice din sânge la porci” (cu Rodica Zaharia), Lucrări Științifice IAC, 1972
- „Frecvența de genă a tipurilor de hemoglobină la taurine” (cu C. Velea, Rozalia Zaharia), Analele IAC, 1972
- „Curs – Genetica animală” (cu E. Negruțiu), EDP, 1975
- „Structura genetică la locusul Tf la taurine Bruna de Maramureș” (cu D. Ciupercescu, Rozalia Zaharia), Buletin I.A. Cluj-Napoca, 1975
- „Efectul selecției familiale în populații de taurine” (cu E. Negruțiu), Analele IAC, 1975
- „Lucrări practice de ameliorarea animalelor” (colectiv), IPIA, Cluj, 1976
- „Parametrii planurilor de ameliorare la taurine Bălțată românească” (cu Irina Mikloș), Analele IAC, 1976
- „Cercetări privind taurine Simmental importate” (cu E. Negruțiu), Buletin I.A. Cluj-Napoca, 1977
- „Noțiuni și procedee de calcul în variabilitatea ereditară” (cu E. Negruțiu), Lucrări Științifice I.A. Cluj, 1977
- „Relațiile dintre tipurile de transferine și producția de lapte” (cu Rozalia Zaharia), Analele IAC, 1978
- „Aprecierea timpurie a valorilor de ameliorare pentru lapte” (cu A. Vlaic, A. Trifa), Buletin Științific, 1979
- „Optimizarea metodologiei de selecție la suine” (cu Maricara Pop, Irina Mikloș, I. Lupu), Cercetări Științifice Zootehnie, 1981
- „Creșterea bovinelor vol. II”, Editura Ceres, 1981
- „Profilaxia genetică la taurine” (cu A. Trifa, A. Vlaic), Revista Creșterea animalelor, 1981
- „Determinarea heritabilității ugerului la taurine” (cu A. Trifa, A. Vlaic), Simpozion Ameliorarea rumegătoarelor, 1981
- „Structura de vârstă a populațiilor de taurine”, Buletin ASAS, 1981
- „Lucrări practice de genetică ameliorativă” (cu Mioara Pop, A. Vlaic, Al. Trifa), IPIA Cluj, 1985
- „Interacțiunea genotip-mediu la taurine” (cu A. Vlaic, Mărioara Pop, V. Mărgineanu), Actualitatea în tehnologia creșterii animalelor, 1987
- „Cercetări privind crearea de linii genetice la taurine Bălțată românească” (cu A. Vlaic ș.a.), Actualitatea în tehnologia animalelor, 1989
- „Variabilitatea genetică în populațiile de taurine și ovine” (cu A. Alexoiu, Marioara Pop, A. Vlaic), Cercetări de genetică vegetală și animală, 1989
- „Recombinarea genetică la taurine autohtone” (cu A. Alexoiu, El. Murafa), Cercetări de genetică vegetală și animală, 1989
- „Genetica animală” (cu A. Vlaic), Editura Didactică și Pedagogică, 1991
- „Hibridarea taurinelor Blanc-Bleu-Belge cu Bălțată Simmental” (cu A. Vlaic, T. Oroian, V. Mărgineanu, Șt. Rimili), Simpozion ASAS, 1992
- „Efectele consangvinizării și heterozisului la taurine” (cu A. Vlaic, T. Oroian), Simpozion USAMV Cluj-Napoca, 1993
- „Interacțiunea genotip-mediu în ameliorarea animalelor” (cu A. Vlaic, V. Mărgineanu, V. Cighi), Simpozion Realizări și perspective în zootehnie, 1993
- „Hybridation de races bovines Blanc-Bleu-Belge et Simmental” (cu A. Vlaic, T. Oroian), Les elevages Belges, 1996
- „Evaluarea și dezvoltarea capitalului antropic” (cu A. Vrînceanu, Ilaria Doucet, Anca Tuhai, S. Cîrstea), Strategia națională pentru dezvoltarea durabilă, 1999

## Premii și distincții
- Medalia „În cinstea încheierii colectivizării agriculturii” (1962)
- Premiul Academiei RSR „Ion Ionescu de la Brad” (1971)
- Medalia „Meritul Științific” (1973)
- Premiul Academiei Române „Traian Săvulescu” (1991)
- Diploma de excelență a ASAS (1998)
- Ordinul Național „Pentru merit în grad de cavaler” (2000)

## Afilieri
- Membru titular al ASAS (1990)
- Vicepreședinte al Secției de Zootehnie, ASAS (1991)
- Secretar general al ASAS (1992–2001)
- Membru al Societății de Biologie din RSR
- Vicepreședinte al Societății Române de Zootehnie
- Membru al Comisiei Naționale de Securitate Ecologică
- Membru al Agenției Române de Biotehnologii Aplicate
- Membru al Consiliului Științific al ICCB Balotești
- Vicepreședinte al Fundației „Casa fermierului” și al Revistei „Fermierul”
- Consilier al Centrului de Selecție a Bovinelor din Linaloux, Belgia
- Membru al Comisiei Guvernamentale pentru Acorduri Științifice (China, Grecia)
- Membru al Comitetului Național pentru Dezvoltare Durabilă
- Membru al Grupului Internațional de Legiferare pentru Organisme Modificate Genetic (1999)
- Membru al AGIR